# Lorraine Dodd
Lorraine Dodd coniugata McCoulough-Fry (Subiaco, 6 settembre 1944 – 26 novembre 2004) è stata un'atleta paralimpica, nuotatrice e tennistavolista australiana.

## Biografia
Dodd nacque a Subiaco, sobborgo di Perth, il 6 settembre 1944, ultimogenita di cinque figli. Diventata paraplegica all'età di 13 anni dopo aver contratto la mielite trasversa, è costretta a vivere su una sedia a rotelle. Dopo aver contratto la malattia, intraprese la riabilitazione che includeva la pratica del tiro con l'arco e del nuoto presso il Royal Perth Hospital Shenton Park Annexe. Questo fu l'inizio della sua carriera sportiva. Dopo il trattamento in ospedale, tornò a scuola alla Mount Lawley High School e poi superò l'esame junior presso l'Università dell'Australia Occidentale. Nel 1966, incontrò Ian McCoulough-Fry dopo esser stata ricoverata nella struttura di Shenton Park del Royal Perth Hospital a causa di un incidente in una panetteria dove stava lavorando. I due di sposarono nel 1970 e adottarono un bambino chiamato Matthew. Dodd restò vedova nel 1989. Lavorò per 25 anni nell'ufficio della Koondoola Special School, ora conosciuta come Burbridge School. Fu coinvolta in problemi di disabilità con l'Autorità per il trasporto pubblico e assistette gruppi comunitari come Wheelchair Sports WA, gli Abilympics e la International Federation of Business and Professional Women. Morì il 26 novembre 2004.

### Carriera sportiva
Dodd gareggiò ai Giochi paraplegici del Commonwealth del 1962 a Perth vincendo sette medaglie d'oro e due d'argento. Per le sue esibizioni ai Giochi, le fu assegnato il Ben Richter Award come persona ad aver compiuto il massimo sforzo nelriabilitarsi. Lavorò come assistente alla segreteria onoraria del Comitato Organizzatore dei Giochi. Dopo i Giochi, fu impiegata come stenodattilografa presso il Dipartimento di Medicina dell'Università del Royal Perth Hospital.
Non prese parte ai Giochi paralimpici di Tokyo 1964 a causa di problemi di salute. Ai Giochi del Commonwealth per paraplegici del 1966 a Kingston, in Giamaica, vinse sei medaglie d'oro: tre nel nuoto a stile libero, dorso e rana e tre nell'atletica leggera nel lancio del giavellotto, del disco e della clava, e due medaglie di bronzo negli eventi di tiro a segno e slalom. Ai Giochi di Tel Aviv del 1968, vinse tre medaglie d'oro e batté i record mondiali nella classe 2 completa di 25 m dorso femminile, classe 2 completa di 25 m rana femminile e classe 2 completa di 25 m stile libero femminile, una medaglia d'argento nel femminile Slalom A e una medaglia di bronzo nell'evento Novizie 60 m in carrozzina A. Gareggiò anche nel singolare femminile B di tennis da tavolo, senza vincere nessuna medaglia. Un infortunio la costrinse a ritirarsi dai Giochi del Commonwealth per paraplegici di Edimburgo del 1970. Nello stesso anno si ritirò definitivamente dalle competizioni a causa di un intervento chirurgico alla colonna vertebrale che non le permise più di allenarsi.
Nel 1996, è stata introdotta nella Western Australian Hall of Champions mentre dal 2009 il suo nome è nella Swimming Western Australia Hall of Fame.

## Palmarès
| Anno | Manifestazione     | Sede     | Evento                                                        | Risultato | Prestazione | Note |
| ---- | ------------------ | -------- | ------------------------------------------------------------- | --------- | ----------- | ---- |
| 1968 | Giochi paralimpici | Tel Aviv | Atletica leggera - Slalom A femminile                         | Argento   |             |      |
| 1968 | Giochi paralimpici | Tel Aviv | Atletica leggera - Novizie 60 metri in carrozzina A femminile | Bronzo    |             |      |
| 1968 | Giochi paralimpici | Tel Aviv | Nuoto - 25 m rana classe 2 completo femminile                 | Oro       |             |      |
| 1968 | Giochi paralimpici | Tel Aviv | Nuoto - 25 m dorso classe 2 completo femminile                | Oro       |             |      |
| 1968 | Giochi paralimpici | Tel Aviv | Nuoto - 25 m stile libero classe 2 completo femminile         | Oro       |             |      |